# Georg Wolfgang Augustin Fikenscher

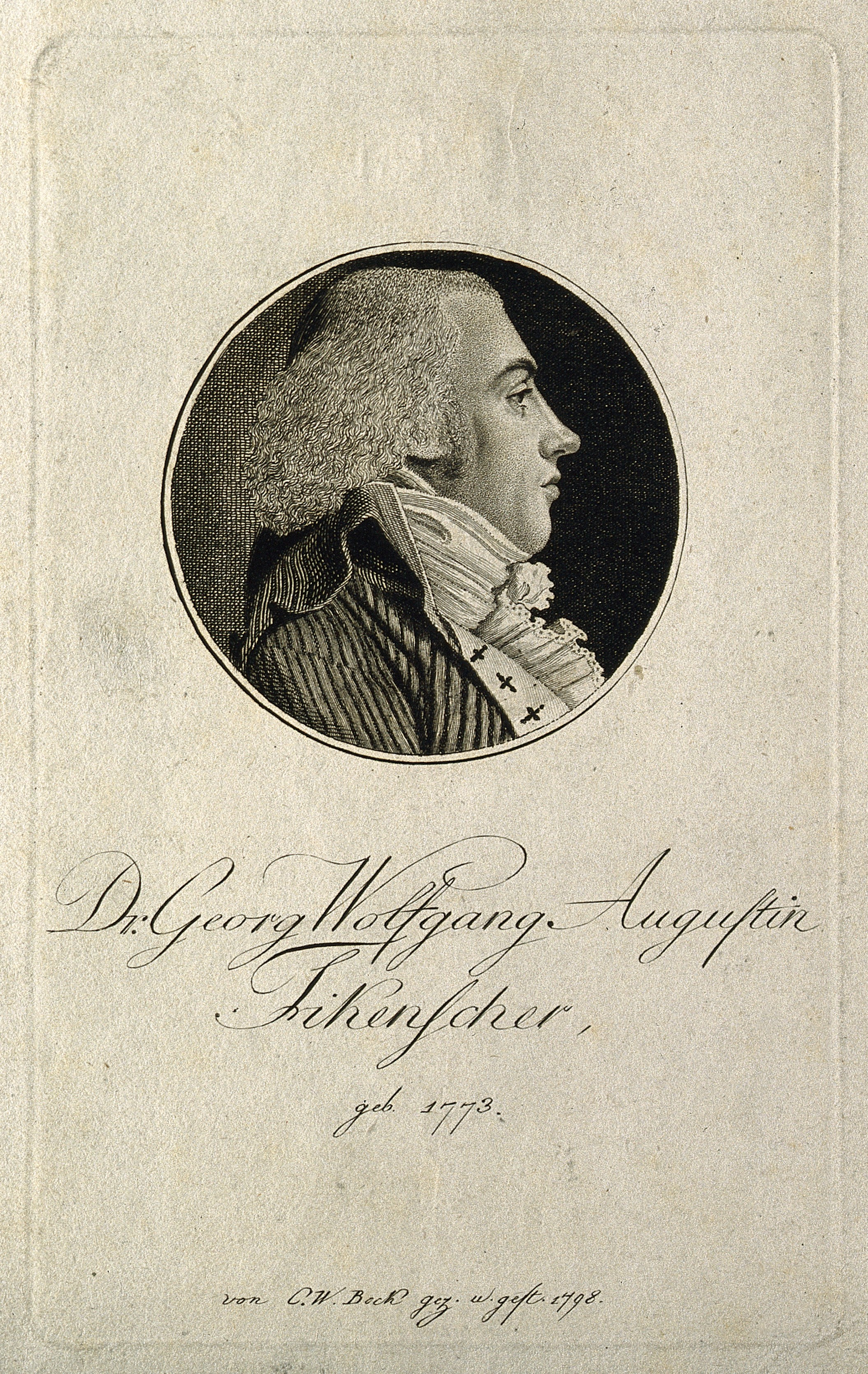
Georg Wolfgang Augustin Fikenscher

Georg Wolfgang Augustin Fikenscher (* 28. August  1773 in Bayreuth; † 4. September 1813 ebenda) war ein deutscher Gymnasialprofessor und Historiker.

## Leben
Georg Wolfgang Augustin Fikenscher, Sohn von Johann Thomas Fikenscher und seiner Frau Johann Jakobina (geborene Wanderer), wuchs in Bayreuth auf und besuchte dort das humanistische Gymnasium. Er studierte ab 1792 Historische Wissenschaften an der Universität Erlangen bei Johann Georg Meusel. Nach Studienabschluss lehrte er von 1795 bis 1796 als außerordentlicher Professor am Humanistischen Gymnasium in Erlangen. Vom 17. März bis 18. Mai 1796 diente er zudem als Sekretär (Amanuensis) der Universitätsbibliothek Erlangen. Er war ordentliches Mitglied der Königlich (preußischen) Instituts der Moral und schönen Wissenschaften in Erlangen, der Churmainzer Akademie der nützlicher Wissenschaften zu Erfurt sowie Ehrenmitglied der Lateinischen Gesellschaft zu Altdorf
Im August 1796 trat er seine Tätigkeit als Rektor, dann als Gymnasialprofessor am Lyzeum in Kulmbach an. Am 3. Oktober 1796 heiratete er Katharina Magdalena Isabella Harleß, Tochter des Erlanger Professors der Poesie und Oberbibliothekar der Universitätsbibliothek Gottlieb Christoph Harleß. Von 1803 bis zu seinem Tod 1813 lehrte am humanistischen Gymnasium in Bayreuth als Gymnasialprofessor für Geschichte und Theologie.
Fikenscher verfasste zahlreiche Arbeiten zur Geschichte, Topographie und Statistik der Markgrafschaften Ansbach und Bayreuth, zum Geisteslebens in Franken, zur Universität Erlangen und weiteren fränkischen Bildungsanstalten, zur Geschichte einzelner Abteien und Handwerke und nicht zuletzt die Biografie des angeblichen Goldmachers Christian Wilhelm von Krohnemann. Vor allem in seinen beiden von Johann Georg Meusel stark beeinflussten biografischen Lexikonreihen Gelehrtes Fürstenthum Baireuth (Erlangen und Nürnberg 1801 bis 1804) und der Vollständige akademische Gelehrtengeschichte der königlich Preußischen Friedrich Alexanders Universität zu Erlangen (Erlangen 1796) mit ihren Tausenden von Biografien sind für die Forschung nicht entbehrbare Nachschlagewerke zur Erschließung der Literatur- und Geisteswelt Frankens bis Ende des 18. Jahrhunderts sowie der Frühgeschichte der Universität Erlangen. Nach seinem Tod ging eine umfangreiche Sammlung an Akademischen Reden, Dissertationsschriften, Einzelarbeiten zu meist fränkischen Themen und Schulprogrammen an die Universitätsbibliothek Erlangen.

## Werke (Auswahl)
- Beytrag zur Gelehrten-Geschichte oder Nachrichten von Zöglingen des illustren Christian-Ernestinischen Gymnasiums zu Bayreuth, welche in irgend einer Periode ihres Lebens auf Universitäten, Gymnasien und berühmten Schulen Lehrer geworden sind, aus ächten Quellen geschöpft. Rudolph August Wilhelm Ahl, Coburg 1793 (Digitalisat, Bayerische Staatsbibliothek).

- Zur Anhörung seiner öffentlichen Rede bei dem Antritte des ihm von Ihro Maiestät Friederich Wilhelm, König von Preußen und Markgrafen von Brandenburg, unserm allergnädigsten König und Herrn, anvertrauten Rectorats an dem Culmbachischen Lyceum ladet hiermit alle Gönner und Freunde der Musen auf den August geziemend ein. Vorausgeschickt ist von der Erklärung des Mythus des Adonis. Schwentnersche Hofbuchdruckerei, Bayreuth 1796 (Digitalisat, Bayerische Staatsbibliothek).

- Von der Errichtung und dem Zustande des Lyceums zu Culmbach. Eine Rede bei dem Antritt seines Lehramtes zu Culmbach am 23. August 1796 gehalten und mit einigen historischen Erläuterungen. Johann Gottfried Hanisch, Hildburghausen 1797 (Digitalisat, Bayerische Staatsbibliothek).

- Versuch einer Geschichte des Alumneums zu Culmbach. Hagen, Bayreuth 1799 (Digitalisat, Bayerische Staatsbibliothek).

- Versuch einer Geschichte des ehemaligen Augustiner-Klosters zu Culmbach. Hagen, Bayreuth 1800 (Digitalisat, Bayerische Staatsbibliothek).

- Versuch eines ausführlichen Commentars über die Andria des Terenz. Für Gymnasien und Schulen bearbeitet. Rinck und Schnuphase, Altenburg und Erfurt 1800 (Digitalisat, Bayerische Staatsbibliothek).

- Erklärung des Mythus Adonis. Ein historisch antiquarischer Versuch. Carl Wilhelm Ettinger, Gotha 1800 (Digitalisat, Internet Archive).

- Christian Wilhelm Baron von Krohnemann. Geschichte dieses angeblichen Goldmachers, eines der größesten und merkwürdigsten Betrügers des siebenzehnten Jahrhunderts. Kaspersche Buchhandlung, Nürnberg 1800 (Digitalisat, Bayerische Staatsbibliothek).

- Von den Verdiensten der Großen um die Arzneigelahrtheit. 2 Bände. Buchdrucker Augustin Franz Spindler, Kulmbach 1800–1801:

1. Band. Als ein herzlicher Glückwunsch über die eheliche Verbindung seines lieben Schwagers, des Herrn Profeßors der Arzneikunde, D. Joh. Christian Friedrich Harleß, zu Erlangen, mit Frau Doktor Bettina Ernst. Spindler, Kulmbach 1800 (Digitalisat, Bayerische Staatsbibliothek).
2. Band. Als ein geringes Zeichen wahrer Hochachtung, Liebe und Dankbarkeit gegen seinen verehrten Freund den verdienstvollen Herrn Stadt- und Crais-Physicus D. Christian Ludwig Bachmann in Culmbach beim Wechsel des Jahres. Spindler, Kulmbach 1801 (Digitalisat, Bayerische Staatsbibliothek).

- Gelehrtes Fürstenthum Baireut oder biographische und literarische Nachrichten von allen Schriftstellern, welche in dem Fürstenthum Baireut geboren sind und in oder ausser demselben gelebet haben und noch leben, in alphabetischer Ordnung. 10 Bände. Zweite, verbesserte Auflage, Erlangen und Nürnberg 1801–1804:

1. Erster Band. A bis C. Johann Jacob Palm, Erlangen 1801 (Digitalisat, Bayerische Staatsbibliothek).
2. Zweiter Band. Dambach bis Funck. Johann Jacob Palm, Erlangen 1801 (Digitalisat, Bayerische Staatsbibliothek).
3. Dritter Band. Gabriel bis Hagelsheim. Johann Jacob Palm, Erlangen 1801 (Digitalisat, Bayerische Staatsbibliothek).
4. Vierter Band. Hagen bis Isenflamm. Johann Jacob Palm, Erlangen 1801 (Digitalisat, Bayerische Staatsbibliothek).
5. Fünfter Band. Kadesreuter bis Lumscher. Johann Leonhard Lechnersche Buchhandlung, Nürnberg 1803 (Digitalisat, Bayerische Staatsbibliothek).
6. Sechster Band. Maier bis Otto. Johann Leonhard Lechnersche Buchhandlung, Nürnberg 1803 (Digitalisat, Bayerische Staatsbibliothek).
7. Siebenter Band. Pabst bis Ruppenstein. Johann Leonhard Lechnersche Buchhandlung,  Nürnberg 1804  (Digitalisat, Bayerische Staatsbibliothek).
8. Achter Band. Saher bis Seifried. Johann Leonhard Lechnersche Buchhandlung, Nürnberg 1804  (Digitalisat, Bayerische Staatsbibliothek).
9. Neunter Band. Seiler bis Unger. Johann Leonhard Lechnersche Buchhandlung, Nürnberg 1804 (Digitalisat, Bayerische Staatsbibliothek).
10. Zehnter Band. Verdier bis Zinner. Johann Leonhard Lechnersche Buchhandlung, Nürnberg 1804  (Digitalisat, Bayerische Staatsbibliothek).

- Rüge des literarischen Unfugs oder gänzliche Enthüllung und Aufdeckung der wahren Gestalt des Recensirhandwerks und der dabei obwaltenden Schurkereyen in unsern Tagen. Von keinem Gegner des Recensirwesens. Kuckuck Proteus, Coburg 1801 (Digitalisat, Bayerische Staatsbibliothek).

- Geschichte des Buchdruckerwesens in dem Burggrafthum Nürnberg oberhalb Gebürgs. Baireuth 1802.

- Beitrag zur Geschichte der Handwerke und Zünfte. Geschichte der Kaltschmidte, Keßler, jetzt Kupferschmidte des Baiersdorf'schen Circel-Maaßes und des darüber dem Hause Brandenburg zustehenden Schutzes als der bisher bekannt gewordenen ältesten Schutz- und Schirms-Gerechtigkeit. Mit diplomatischen Beweisen. Bösesche Buchhandlung, Weißenfels und Leipzig 1803 (Digitalisat, Bayerische Staatsbibliothek).

- Versuch einer Geschichte des der ehemaligen Cistercienser Abtei Langheim, nun dem Hause Brandenburg zugehörenden sogenannten Mönchshofes zu Culmbach. Verlag der Lechnerschen Buchhandlung, Nürnberg 1804 (Digitalisat, Bayerische Staatsbibliothek).

- Beitrag zu der Geschichte der Bildungsanstalten. Geschichte des illustris Collegii Christian-Ernestini zu Bayreuth von seiner Stiftung bis auf gegenwärtige Zeit aus den Quellen. Gottfried Adolf Grau, Hof 1807 (Digitalisat, Bayerische Staatsbibliothek).

- Lehrbuch der Landesgeschichte des Fürstenthums Bayreuth. Verlag der Raspeschen Buchhandlung, Nürnberg 1807 (Digitalisat, Bayerische Staatsbibliothek).

- Leitfaden beym Vortrage der Topographie des Fürstenthums Bayreuth. Verlag der Raspeschen Buchhandlung, Nürnberg 1807 (Digitalisat, Bayerische Staatsbibliothek).

- Statistik des Fürstentums Bayreuth, Band 1. Jakob Giel, München 1811 (Digitalisat, Bayerische Staatsbibliothek).

- Statistik des Fürstentums Bayreuth, Band 2. Jakob Giel, München 1812 (Digitalisat, Bayerische Staatsbibliothek).

- Geschichte des ehemaligen Fürstenthums Bayreuth. Jakob Giel, München 1813 (Digitalisat, Bayerische Staatsbibliothek).